# Молибденовая кислота
Молибденовая кислота — неорганическое соединение, кислородсодержащая кислота, образованная металлом молибденом с формулой H2MoO4, 
бесцветные (белые) кристаллы, 
слабо растворимые в воде, 
образует кристаллогидраты.

## Получение
- Кристаллогидрат образуется при действии разбавленными кислотами на концентрированные растворы молибдатов щелочных металлов:

{\displaystyle {\mathsf {Na_{2}MoO_{4}+2HCl+H_{2}O\ {\xrightarrow {60-70^{o}C}}\ H_{2}MoO_{4}\cdot H_{2}O\downarrow +2NaCl}}}
- Безводную кислоту получают концентрированием водного раствора H2MoO4•H2O при 40-70°С.

## Физические свойства
Молибденовая кислота образует бесцветные (белые) кристаллы, слабо растворимые в воде.
Образует кристаллогидраты состава H2MoO4•n H2O, где n = 1 и 2.

## Химические свойства
- Образует соли — молибдаты:

{\displaystyle {\mathsf {H_{2}MoO_{4}+2NaOH\ {\xrightarrow {}}\ Na_{2}MoO_{4}+2H_{2}O}}}
Разлагается при нагревании:
{\displaystyle {\ce {H2MoO4->[>115^oC]MoO3 + H2O ^}}}

## Другие соединения
Известны молибденовые кислоты другого состава:
- димолибденовая кислота H2Mo2O7 или 2MoO3•H2O
- тетрамолибденовая кислота H2Mo4O13 или 4MoO3•H2O
- мезомолибденовая кислота H4MoO5 или MoO3•2H2O
- ортомолибденовая кислота H6MoO6 или MoO3•3H2O